# 丘古耶夫卡區

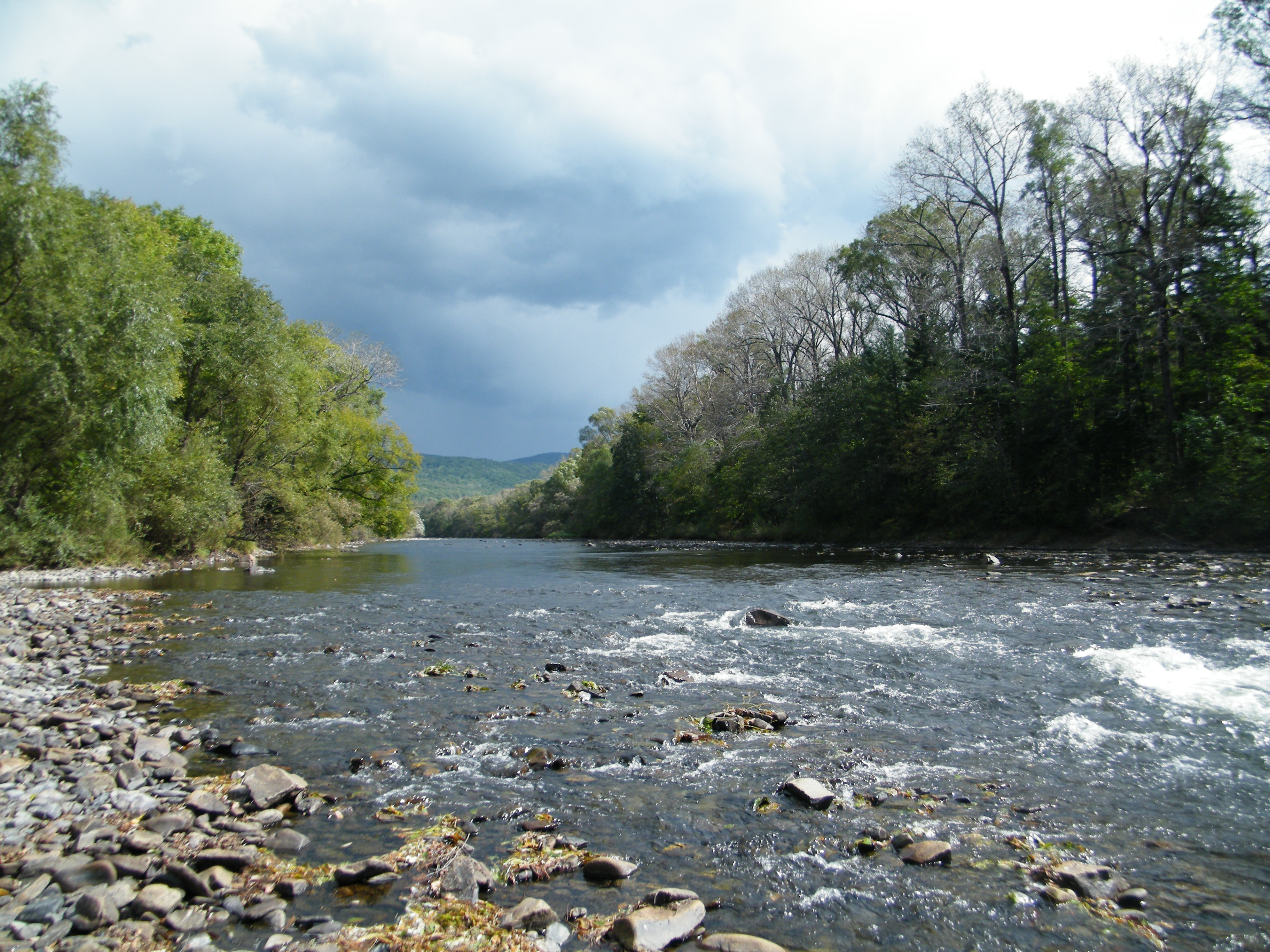

44°28′N 134°12′E / 44.467°N 134.200°E
丘古耶夫卡區（俄语：Чугуевский район），是俄羅斯的一個區，位於該國東南部，由濱海邊疆區負責管轄，面積12,346.5平方公里，2010年人口24,937，人口密度每平方公里2.02人。